# گاروپابا
گاروپابا (به پرتغالی: Garopaba) یک منطقهٔ مسکونی در برزیل است که در سانتا کاتارینا واقع شده‌است. گاروپابا ۲۳٬۵۷۹ نفر جمعیت دارد.